# Comandra
- Commons
- Wikispecies

Comandra é um género botânico pertencente à família Santalaceae.